# Franse bezettingszone in Duitsland
De Franse bezettingszone (Frans: Zone d'occupation française en Allemagne, Duits: Französische Besatzungszone) was een van de vier bezettingszones, waarin Duitsland na de Tweede Wereldoorlog door de geallieerde overwinnaars in juli 1945 werd opgedeeld.
Voor de Fransen was de bezetting een zaak van nationale trots. Deze was al diep gekrenkt door de vernederende Duitse bezetting en dit werd nog verergerd door het feit dat De Gaulle als hoofd van de Voorlopige Regering niet op de vredesconferentie van Jalta was uitgenodigd. De Britten en Amerikanen waren aan de andere kant niet ongelegen om aan de Franse verlangens tegemoet te komen, omdat dit de bezetting voor hen goedkoper zou maken. De Sovjet-Unie was neutraal in de kwestie, zolang de Fransen bezettingszone maar niet ten koste van de Sovjetzone zou worden getrokken. 
De Fransen kregen uiteindelijk gebieden in het zuidwesten toegewezen die aan Frankrijk grensden, te weten Rijnland-Palts, Zuid-Baden, Baden-Hohenzollern en het tot Beieren behorende Lindau om een brug te vormen naar de Franse bezettingszone in West-Oostenrijk. Saarland was eveneens door de Fransen bezet maar kreeg een apart bewind.
De Fransen en Amerikanen vonden het nuttiger om de Rijn als grens tussen hun bezettingszones te hebben en hertrokken daarom de grenzen van Rijnland-Palts en Hessen langs de Rijn, tot groot ongenoegen van de bewoners. Rijnland-Palts was nooit een eenheid geweest en lange tijd gingen er in de BRD stemmen op om de staat te splitsen. De bewoners van Rijn-Hessen, inclusief de hoofdstad Mainz, zagen zich als onderdeel van het aan de overkant van de Rijn liggende Hessen. Mainz zelf werd gesplitst en de aan de rechteroever van de Rijn liggende stadsdelen kwamen, wederom tot ongenoegen van de bewoners, aan Wiesbaden.
Een geval apart was de Duitse exclave Büsingen, die door Zwitserland werd omgeven. De Zwitsers stemden uiteindelijk toe de Franse bezettingsmacht door te laten uit angst dat Büsingen een uitwijkplaats voor nazi´s zou worden.
In 1945 en 1946 werd de oude Duitse bestuursstructuur vervangen door de deelstaten Zuid-Baden, Württemberg-Hohenzollern en Rijnland-Palts. Ook Saarland werd opgericht, maar dit gebied werd in februari 1946 onder een apart bewind gesteld, met als doel het gebied aan Frankrijk toe te voegen (net als na de Eerste Wereldoorlog met Elzas en Lotharingen was gebeurd).
Onder Amerikaanse en Britse druk werkte Frankrijk vanaf augustus 1948 intensief samen met de Brits-Amerikaanse Bizone. Hierdoor ontstond de Trizone, die op 23 mei 1949 overging in de Bondsrepubliek Duitsland. Saarland kwam na een volksraadpleging op 1 januari 1957 alsnog bij de Bondsrepubliek.
Militair gouverneur van de Franse bezettingszone was generaal Marie-Pierre Kœnig.